# Alexandar Popow
Alexandar Popow (bulgarisch Александър Попов, englisch Aleksandar Popov; * 25. Mai 1951 in Debowo) ist ein ehemaliger bulgarischer Sprinter, der sich auf die 400-Meter-Distanz spezialisiert hat. Seine Ehefrau Sofka Popowa war ebenfalls als Leichtathletin aktiv.

## Sportliche Laufbahn
Erste internationale Erfahrungen sammelte Alexandar Popow vermutlich im Jahr 1970, als er bei den Junioreneuropameisterschaften in Paris mit 49,63 s in der ersten Runde über 400 Meter ausschied und mit der bulgarischen 4-mal-400-Meter-Staffel in 3:15,3 min den vierten Platz belegte. Im Jahr darauf gewann er bei den Halleneuropameisterschaften in Sofia in 3:15,6 min gemeinsam mit Krestju Christow, Alexandar Janew und Jordan Todorow die Bronzemedaille mit der Staffel hinter den Teams aus Polen und der Sowjetunion. Anschließend trat er nicht mehr international in Erscheinung.